# Platysenta secorva
Platysenta secorva är en fjärilsart som beskrevs av William Schaus 1906. Platysenta secorva ingår i släktet Platysenta och familjen nattflyn. Inga underarter finns listade i Catalogue of Life.